# The Road To Ithaca
Albums de Shai Maestro
Shai Maestro Trio
(2012)
The Road to Ithaca est le deuxième album de Shai Maestro paru en 2013. Il est accompagné de  Jorge Roeder à la contrebasse et Ziv Ravitz à la batterie, avec lesquels il partage une complicité artistique depuis plusieurs années.
Le titre de l'album est une référence à un poème de Constantin Cavafy ainsi qu'à l'Odyssée d'Homère (Ithaca est la version anglaise d'Ithaque). L'image de la pochette, qui représente trois hommes à l'envers la tête dans le sol est due à Maggie Taylor (en).

## Morceaux
1. Gal
2. Cinema G
3. Paradox
4. Untold
5. Vertigo
6. Malka Moma
7. Invisible Thread
8. Zvuv
9. The Other Road

## Musiciens
- Shai Maestro, piano;
- Jorge Roeder, contrebasse;
- Ziv Ravitz, batterie.